# Кошукова Луїза Олександрівна
Луїза Олександрівна Кошукова (6 вересня 1925  — 21 січня 2006 , Москва ) — радянська та російська актриса театру та кіно, народна артистка Російської Федерації (1998).

## Біографія
Народилася 6 вересня 1925 року у селі Дубрівне Тюменської області. Після закінчення школи, за результатами конкурсу, що проходив у Свердловську, потрапила до Школи-студії МХАТ, яку закінчила у 1947 році. З цього року працювала в МХАТі, дебютувавши 1 березня 1947 року у виставі «Міщани» Максима Горького (зіграла Олену Миколаївну).
Після поділу театру, з 1987 року, працювала на сцені МХАТ ім. М. Горького до смерті. Також з 1994 грала в Московській драматичній трупі «Блукаючі зірки» і зрідка знімалася у кінофільмах.
Померла 21 січня 2006 року у Москві. Похована на Ваганьковському цвинтарі (55-та дільниця) поряд зі своєю матір'ю — Кошуковою Степанидою Данилівною (1899—1996).
Була одружена з актором — Анатолієм Вербицьким (1926—1977).

## Нагороди
- Нагороджена орденом Дружби (2005), медалями «850-річчя Москви» та «Ветеран праці».
- Заслужена артистка РРФСР (1963)
- Народна артистка Російської Федерації (1998)

## Творчість

### Фільмографія
- 2002 — Дві долі — сусідка Михайла
- 1978 — Наказ номер один (фільм-вистава) — Красіна
- 1978 — Москва. Чисті ставки (фільм-вистава) — епізод
- 1978 — Антоніна Брагіна — мати Степана
- 1973 — Єдиний свідок (фільм-вистава) — Стелла
- 1969 — Чайковський — мати Чайковського
- 1965 — Міщани (фільм-вистава)
- 1960 — Безсонна ніч — Тамара Петуніна
- 1950 — Змова приречених — Магда Форсгольм